# Lentella
Lentella (Lendèllë in abruzzese) è un comune italiano di 646 abitanti della provincia di Chieti in Abruzzo. Fa parte della Comunità montana Medio Vastese.

## Storia
- Dalla nascita al risorgimento

Le uniche testimonianze archeologiche casuali, i cui siti non sono mai stati oggetto di studio, ci portano sulle tracce di una villa romana molto vicina al sito odierno del centro abitato. La posizione della villa romana fu abitata fino al periodo alto medievale. Nella parte più alta del paese, sicuramente già abitata dai Frentani e situata in posizione collinare strategica, i longobardi eressero probabilmente una torre di avvistamento e difesa, successivamente ampliata e adibita a borgo nel periodo normanno. In questo periodo, intorno al X secolo, per far fronte alle numerosi invasioni di popoli venuti da ogni dove, gli abitanti delle masserie circostanti si arroccarono nell'attuale posizione del borgo, inaccessibile da tre lati e meglio difendibile. Fu edificato così Castel di Lentella.
Sull'etimologia del nome Lentella alcuni studiosi hanno ipotizzato sia un idronimo, per altri è un nome riconducibile alla gens romana, mentre per altri è un nome accostato alla radice indoeuropea *inter “tra”, quasi *inter-(u)la, nel senso di località posta in posizione intermedia rispetto a coordinate che oggi purtroppo non abbiamo. Le vicende che videro la nascita del paese sono tuttora vive tra la popolazione: è ampiamente diffusa, infatti, la leggenda secondo cui l'antico abitato di Lentella sorgeva in basso (secondo la credenza popolare sorgeva alla confluenza del Trigno/Treste) e, in seguito a un'invasione di formiche, gli abitanti si spostarono in alto. Probabilmente le formiche fanno riferimento alle invasioni straniere dell'epoca, che portarono morte e rovine, e la leggenda si intreccia con le vicende di Castello Manno.
Sul territorio sopravvivono ancora numerosi siti archeologici, come ad esempio il sito in cui sorgeva la chiesa medievale di San Giovanni, dove sono ancora visibili i resti costruiti sulla villa romana. Nei terreni vicino al centro abitato sono state rinvenute alcune monete di epoca romana (asse di Giano e altre monete di Gordiano III), conchiglie in piombo, numerosi frammenti di anfore, un'olletta monoansata, armi, cocci, tombe a tegoloni, fosse comuni, pezzi di opus, tasselli di mosaico, ecc. In via Mattia e Mangiocco, durante la realizzazione di un muro perimetrale dell'ex asilo, sono state rinvenute alcune tombe romane con corredi. Sulla riva del fiume Trigno fu trovato un lume in pietra, mentre in contrada Fonte Puteo fu trovato un frammento di lapide con iscrizione in latino. In contrada Casale Monaci sono stati rinvenuti bronzetti di divinità pagane e, ancora oggi, sono visibili le tracce di un insediamento medievale benedettino (probabilmente edificato su di un tempio pagano) e di un acquedotto romano di terracotta.
In località Coccetta o Faretta sono presenti testimonianze di insediamenti che vanno dall'età del bronzo medio al Medioevo e sono tuttora visibili i resti di una torre a pianta quadrangolare di circa 20x19 metri e altri pezzi di edifici appartenenti all'antico borgo di Castello Manno, centro scomparso nel XIV secolo. Secondo lo storico di Montenero di Bisaccia, Emilio Ambrogio Paterno, nel 217 a.C. sulla direttrice Coccetta-Montenero ci fu il passaggio di Annibale: a conferma di questa tesi pare siano state ritrovate a Pietrafracida delle tombe di romani e cartaginesi con armi e monete. Nel 1568, durante le visite pastorali, vengono menzionate 6 chiese: San Cosma e Damiano, Santa Liberata, S. Rocco, S. Antonio, S. Giovanni e S. Maria. Altre importanti informazioni sono riportate nelle descrizioni del 1576 e del 1742. A Lentella si successero varie famiglie feudali tra cui i Grandinato, Raynaldo di Monte Vitulo, i di Capua, i Caldora, i Di Sangro e i D'Avalos.
- Dal Risorgimento ai nostri giorni.

Nel vastese, come nel resto del sud, il Risorgimento fu un periodo molto tumultuoso per il paese, già dai primi decenni dell'800 e durante l'unità d'Italia si crearono movimenti sovversivi filo anarchici e filo Borbonici e ci furono diversi episodi che sfociarono nella violenza.  

### Simboli
Lo stemma e il gonfalone sono stati concessi con decreto del presidente della Repubblica del 3 febbraio 1981.
Nello stemma è raffigurato un baccello di lenticchie su fondo azzurro.

## Monumenti e luoghi d'interesse
- Castello Manno. È sito in località La Coccetta. Nel 2011 sono stati scavati alcuni saggi che hanno portato alla luce frammenti dell'età del bronzo, alcune sepolture alto medioevali, due fosse granarie, una brocca databile XI o XII sec. e un fossato riferibile all'insediamento medievale. Castello Manno, anticamente compariva tra le proprietà dell'abbazia di Santa Maria di Casanova. La prima citazione del castello la si ha nel 994 quando una comunità di uomini liberi decise di creare un abitato con relativo territorio di pertinenza. Alla fine del XII secolo Berardo conte di Loreto e Conversano concesse metà del castello ai Casanova, mentre l'altra metà fu donata all'abbazia nel 1217 dalla vedova e dal figlio del summenzionato conte. Nel secolo successivo i monaci vi pianificarono un rifugio per i monaci anziani e malati nonostante le attività principali furono le mansioni di gestione del tratturo Centurelle-Montesecco. Alla fine del secolo ai monaci si affiancarono i Templari ai quali Carlo II d'Angiò donò due boschi siti nel territorio. Attualmente del castello rimangono dei ruderi.[6]Piazza Garibaldi, con la Chiesa dei Santi Cosma e Damiano appena restaurata

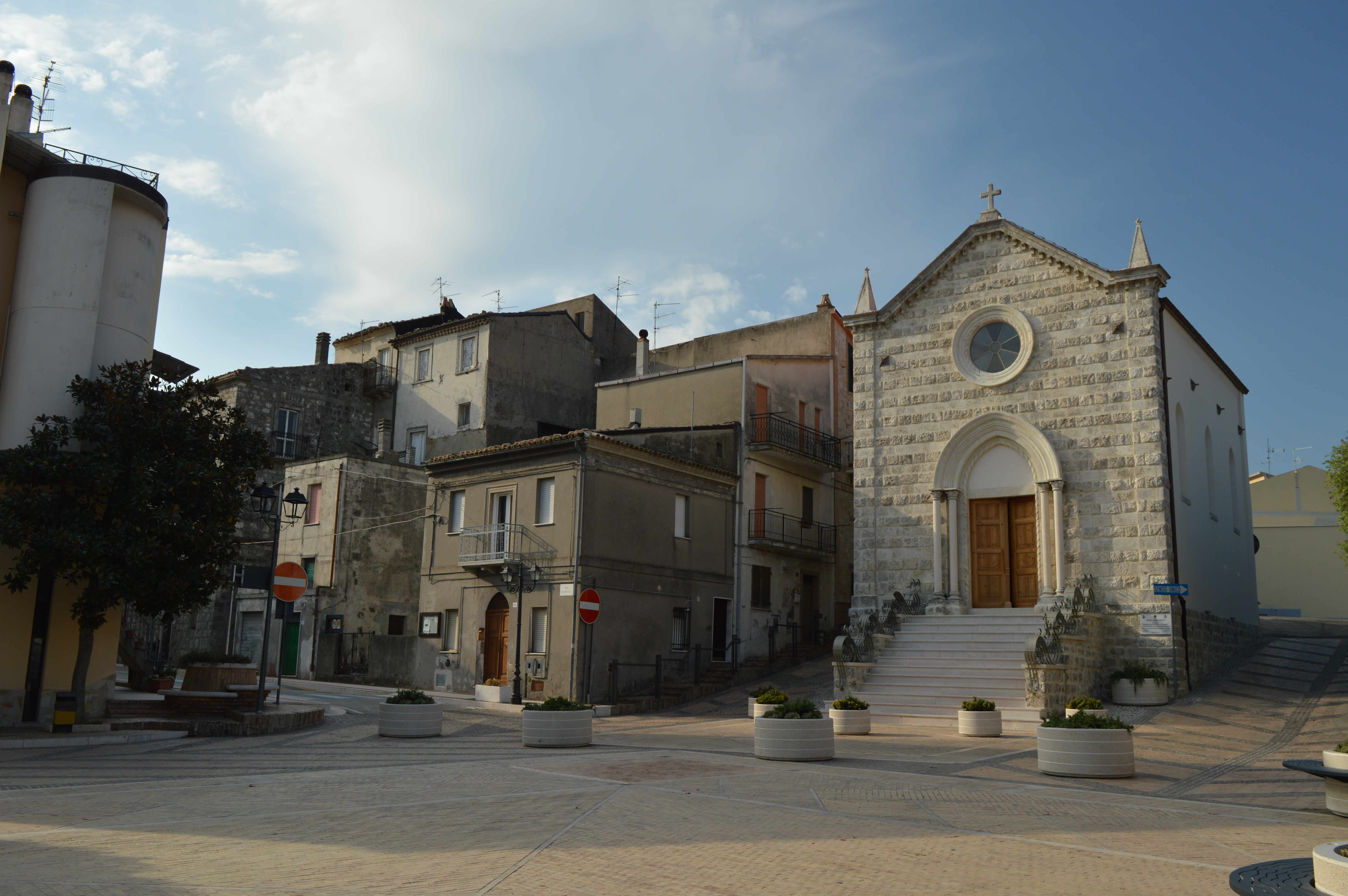
Piazza Garibaldi, con la Chiesa dei Santi Cosma e Damiano appena restaurata

- Chiesa di Santa Maria Assunta. È sita in Largo Assunta nel punto più elevato del borgo. Risale a un periodo antecedente al XIV secolo con trasformazioni durante il XVIII-XIX secolo. Durante le decime del 1324-1325 è soggetta al monastero di Sant'Angelo in Cornacchiano di Fresagrandinaria. Della primitiva fabbrica sono scampati alle intemperie vari manufatti in pietra scolpita in un prospetto laterale della chiesa, tra cui una lapide forse del 1502. Nella metà del XVI secolo la sagrestia era diroccata, anche se la chiesa era rimasta in piedi. Un primo ciclo di ristrutturazioni si avrà dopo il 1728 quando il soffitto era adornato a capriate lignee. La chiesa venne restaurata nel 1851 e nel 1926. L'interno è a navata unica in stile barocco. Nell'interno vengono conservate le statue dei santi patroni del paese e un plastico del paese. Il campanile è a base quadrangolare.[7]
- Il Borgo fortificato. Oltre la chiesa su citata di Santa Maria Assunta vi sono i Palazzi Catalano e Giovannelli e altre case. Tra i due palazzi su citati vi è il sotto-portico dell'Assunta. La chiesa dei santi Cosma e Damiano era sita in un'area di mercato. Le mura di cinta del centro storico sono a scarpa.[8]
- Cappella dei Santi Cosma e Damiano. La cappella viene menzionata per la prima volta nel 1576. Ma per avere un'idea del suo aspetto bisogna aspettare il 1742, quando venne descritta nel "Libro Dell'Aprezzo" come una cappella dove si celebrava messa solo il giorno della sua festività e aveva altare con sopra il quadro dei santi e con in ingresso un campanile a vela con una campana. Riedificata in stile neogotico a fine '800 su progetto dell'architetto Ciancaglini, la costruzione vide la partecipazione di tutto il popolo di Lentella. Tra i tanti artigiani del paese che si adoperarono alla costruzione c'erano Beniamino e Angiolino Turilli che realizzarono il soffitto, una vera e propria opera artistica in gesso. Danneggiata dal terremoto del 2002, è rimasta inagibile per molti anni, fino alla riapertura al culto avvenuta nel 2019.
- Contrada Casale dei Monaci. In contrada Casale Monaci, sono visibili i resti di un antico insediamento benedettino dall'intitolazione sconosciuta, edificato sui resti di un tempio pagano. Qui si trova anche una fonte d'acqua di gesso che grazie alle sue proprietà, viene utilizzata ancora oggi per lavare gli occhi (secondo la tradizione cura alcune malattie). Nei pressi della fonte è ancora visibile un antico acquedotto fatto a embrici del periodo romano o alto medioevale.
- Rudere della chiesa di San Giovanni. Anche se oggi la vegetazione ricopre completamente il sito, sono ancora visibili i resti della chiesa di San Giovanni che si trovava nei pressi del cimitero antico e che fu costruita sui resti di una villa romana, più a valle è presente un'altra probabile chiesa dall'intitolazione sconosciuta o quantomeno da ricercare tra i nomi delle chiese presenti a Lentella nel Rinascimento.

## Società

### Evoluzione demografica
Abitanti censiti

## Amministrazione
| Periodo        | Periodo        | Primo cittadino  | Partito                                            | Carica  | Note                 |
| -------------- | -------------- | ---------------- | -------------------------------------------------- | ------- | -------------------- |
| 6 giugno 1993  | 27 aprile 1997 | Pierino Sciascia | Partito Democratico della Sinistra                 | Sindaco | [ 10 ]               |
| 28 aprile 1997 | 28 maggio 2006 | Leandro Di Lallo | Lista Civica di Centro                             | Sindaco | [ 11 ] [ 12 ]        |
| 29 maggio 2006 | 3 Ottobre 2021 | Carlo Moro       | L'Ulivo (2006-2011) Partito Democratico (dal 2011) | Sindaco | [ 13 ] [ 14 ] [ 15 ] |

## Eventi e manifestazioni
- Festa patronale dei santi Cosma e Damiano (26-27-28 settembre).[16]